# Käru (Varbla)
Käru – wieś w Estonii, w prowincji Parnawa, w gminie Varbla.